# Escarlatina (Zweig)
Escarlatina (en alemán Scharlach) es una novela del escritor austriaco Stefan Zweig publicada en 1908. Está escrita en un estilo y atmósfera muy en la línea de la literatura alemana, propio del Bildungsroman o novela de formación. El argumento recuerda a La montaña mágica, de Thomas Mann, publicada en 1924.

## Reseña
Cuenta la historia de Bertold Berger, un joven de provincias que se traslada a Viena para estudiar medicina. De carácter retraído, no se adapta al mundo en constante contraste de esplendor y miserias, luces y sombras de la vida capitalina. 
Un infortunado episodio amoroso le sume en la soledad, y cuando finalmente cree poder encontrar un sentido a su vida cuidando durante unas noches a la hija de la patrona de la casa en que está alojado, la cual padece la enfermedad que da título al relato, la vida le jugará un mal paso. La joven se recupera, insinuándose entre ellos unos sentimientos poco antes inimaginables.